# Herbert Zimmermann (SS-Mitglied)
Herbert Zimmermann (geboren 22. August 1907 in Eisleben; gestorben 31. Dezember 1965 in Bielefeld) war ein deutscher Jurist, Rechtsanwalt und SS-Obersturmbannführer.

## Leben

### Herkunft und Schule
Zimmermann war der Sohn eines mittleren Beamten und wuchs in Merseburg auf. Er besuchte das Domgymnasium Merseburg und begann 1927 ein Studium der Theologie an der Universität Marburg, wechselte aber nach einem Semester zu den Juristen und bestand 1932 die erste Staatsprüfung. Am 31. Mai 1933 wurde er in Marburg promoviert. Er war verheiratet und hatte zwei Kinder.

### Karriere
Am 1. September 1933 trat er in die NSDAP (Mitgliedsnummer 3.065.231) und am 8. März 1933 in die SS (Mitgliedsnummer 118.240) ein. Nach der Referendarzeit wurde er Gerichtsassessor bei der Staatsanwaltschaft Magdeburg und in der Provinzialverwaltung Merseburg. Ende 1937 trat er in die Dienste der Gestapo als Leiter des Sachgebietes für Ausbürgerungen, Pass- und Heimat-Sachen sowie Staatsangehörigkeitsfragen im Geheimen Staatspolizeiamt. Hier war er bei der Ausbürgerung jüdischer Emigranten tätig.
1939 wurde er zur Gestapo-Leitstelle Münster versetzt und zum Regierungsrat ernannt, ab 1940 leitete er die Gestapo in Bremen, zunächst kommissarisch und ab 1942 als Leiter. Sein Nachfolger wurde sein bisheriger Stellvertreter Erwin Dörnte (* 1910), als er im Mai 1943 Wilhelm Altenloh als Kommandeur der Sicherheitspolizei und des SD (KdS) im Bezirk Białystok ablöste.  Zimmermann war Stellvertreter des Chefs der Einsatzgruppe B und an führender Stelle an der Vernichtung der Juden beteiligt. Er wurde am 9. November 1943 vom SS-Sturmbannführer zum SS-Obersturmbannführer und gleichzeitig vom Regierungsrat zum Oberregierungsrat befördert.
Im Juli 1944 musste er vor der Roten Armee nach Königsberg fliehen. Er wurde im November 1944 an die Westfront kommandiert und zum KdS Westmark ernannt. Im April 1945 richtete er seine Dienststelle in St. Peter nördlich von Freiburg im Breisgau ein.

### Nachkriegszeit
Im Herbst 1945 geriet er in französische Kriegsgefangenschaft, aus der er Anfang 1946 entkommen konnte. Danach lebte er unter dem falschen Namen „Zöllner“ und arbeitete als Landarbeiter. In Thüringen ließ er sich zum Zimmermann umschulen und studierte an der Bauschule Hagen mit einem Examen als Tiefbauingenieur. Sein falscher Name schützte ihn vor einem Auslieferungsersuchen der polnischen Behörden, die den Kommandeur Białystok wegen der Erschießung von 1.125 Polen und der Ermordung der Einwohner zweier Dörfer auf die alliierte Fahndungsliste gesetzt hatten.
Er wurde 1947 von der britischen War Crimes Investigation Unit (North West Europe) des Head Quarters der British Army of the Rhine gesucht im Rahmen der Vorbereitung des Curiohaus-Prozesses Bremen-Farge case gegen das Personal des Arbeitserziehungslagers Bremen-Farge. Die War Crimes Investigation Unit beschuldigte ihn, für die Verbrechen im Arbeitserziehungslager Bremen-Farge und für die Internierung von 30 Britischen Seeleuten dort verantwortlich gewesen zu sein. Zimmermann wurde in Bremen, Manteuffelstr. 29, am 6. Mai 1947 gegen 15.00  von W. Hynes, Sgt. der US-Army, festgenommen und zum amerikanischen CIC Cage Bremen Parkallee gebracht.  Am 8. Mai 1947 beantragten die Engländer – offenbar erfolglos- die Überstellung Zimmermanns in die Britische Besatzungszone.
Seine Familie war 1949 ebenfalls aus der Ostzone in den Westen geflohen, Zimmermann ließ sich 1952 scheiden und heiratete eine westfälische Gutsbesitzerserbin.
Nach den ersten Amnestiegesetzen in der Bundesrepublik ließ Zimmermann sich im Juli 1953 vom Justizminister des Landes Schleswig-Holstein als Anwaltsassessor und im Dezember 1954 als Rechtsanwalt beim Amts- und Landgericht Kiel zulassen. Im Januar 1957 erhielt er die Rechtsanwaltszulassung beim Amts- und Landgericht Bielefeld und praktizierte ab Februar 1957 als Rechtsanwalt in Bielefeld.

### Prozess und Tod
Nach dem Zweiten Weltkrieg wurde Zimmermann einer Reihe von Kriegsverbrechen beschuldigt. So wurde seit 1959 gegen ihn ermittelt, weil er für die Erschießung von 1.125 Polen und für die „Einäscherung“ von drei Dörfern verantwortlich gewesen war und dass er  bei einer „Vielzahl von Fällen zur heimtückischen, grausamen oder aus niedrigen Beweggründen begangenen Tötung von Menschen wissentlich Hilfe geleistet“ habe. Als KdS habe er die gewaltsame Auflösung des Białystoker Ghettos organisiert. Er habe kranke Juden an Ort und Stelle töten lassen und nicht arbeitsfähige in Vernichtungslager zur „Sonderbehandlung“ abtransportieren, von denen mindestens 15.000 im Vernichtungslager Treblinka ermordet worden seien. Weiter habe er mehrere hundert Białystoker Kinder in das Ghetto Theresienstadt transportieren lassen, die dann von dort in das Vernichtungslager Auschwitz gelangten. Zimmermann ließ ab Frühjahr 1944 im Bezirk Bialystok Massengräber mit etwa 40.000 Leichen enterden und verbrennen. Die dafür als Zwangsarbeitskräfte herangezogenen etwa 30 Juden seien danach erschossen worden.
1954 wurden er und weitere Beschuldigte wegen der Erschießung des Kommandeurs der Schutzpolizei Freiburg im Breisgau angeklagt, der Anfang 1945 hingerichtet worden war, weil er sich geweigert habe, beim Aufbau einer lokalen Werwolf-Organisation mitzuwirken. Das Landgericht München II sprach alle Beschuldigten am 7. Juli 1954 frei. Die Staatsanwaltschaft München hatte seither Kenntnis von Zimmermanns Tätigkeit im besetzten Polen, zog daraus aber keine Konsequenzen. In der Folge der Erkenntnisse aus dem Ulmer Einsatzgruppen-Prozess wurde Zimmermann 1959 vor dem Landgericht Bielefeld angeklagt, im Juli 1944 in Białystok die Hinrichtung der einhundert letzten Gefängnisinsassen angeordnet zu haben, wurde aber freigesprochen.
Weitere Ermittlungen führten 1964 zu einer Klageerhebung vor dem Landgericht Bielefeld wegen Mordes und Beihilfe zum Mord von mindestens 16.000 Menschen. Zimmermann verweigerte bei den Ermittlungen jede Aussage: er äußerte sich weder zu den gegen ihn erhobenen Tatvorwürfen, noch war er bereit, als Zeuge Angaben zu machen. Am 29. Dezember 1965 erging ein Haftbefehl gegen Zimmermann, der unmittelbar vor seiner Verhaftung am 31. Dezember Suizid beging. Im Prozess, der seinen Namen trug, wurden Wilhelm Altenloh und drei weitere Angeklagte vom Landgericht Bielefeld zu mehrjährigen Freiheitsstrafen verurteilt.